# Taschkentski Traktorny Sawod
Das Taschkentski Traktorny Sawod, dt. Taschkenter Traktorenwerk, kurz TTS (russisch Ташкентский тракторный завод, kurz ТТЗ) war ein ehemals sowjetischer und später usbekischer Hersteller von Traktoren und Landmaschinen. Das 1942 gegründete Unternehmen saß in Usbekistans Hauptstadt Taschkent. 2014 wurde es für bankrott erklärt und daraufhin umorganisiert. Die Reste sind heute mit verschiedenen anderen landwirtschaftlich ausgerichteten Unternehmen aus Taschkent in einer Holding zusammengefasst.

## Unternehmensgeschichte

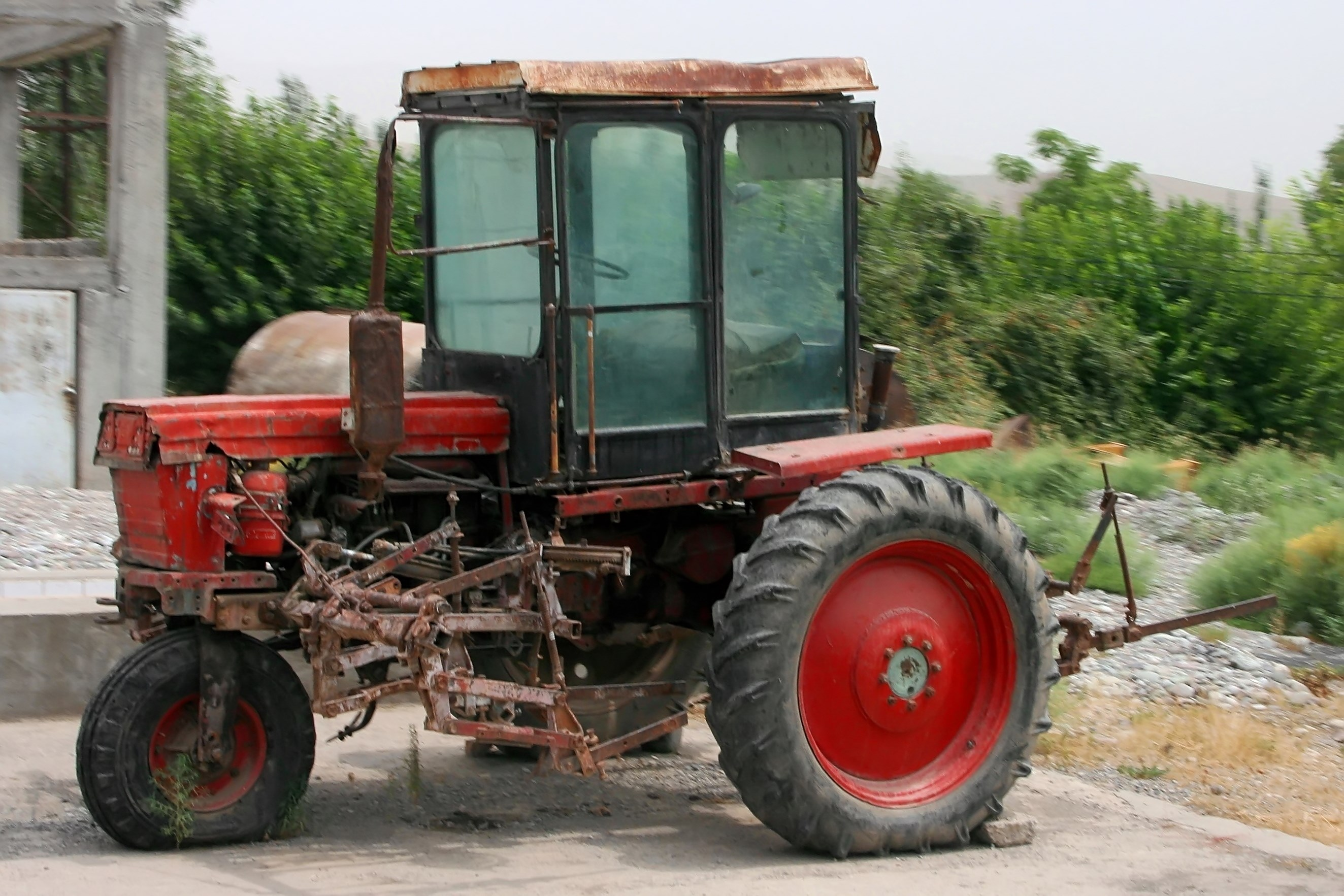
Ein T-28Ch3 aus der Fertigung von TTS, aufgenommen in Tadschikistan (2016)

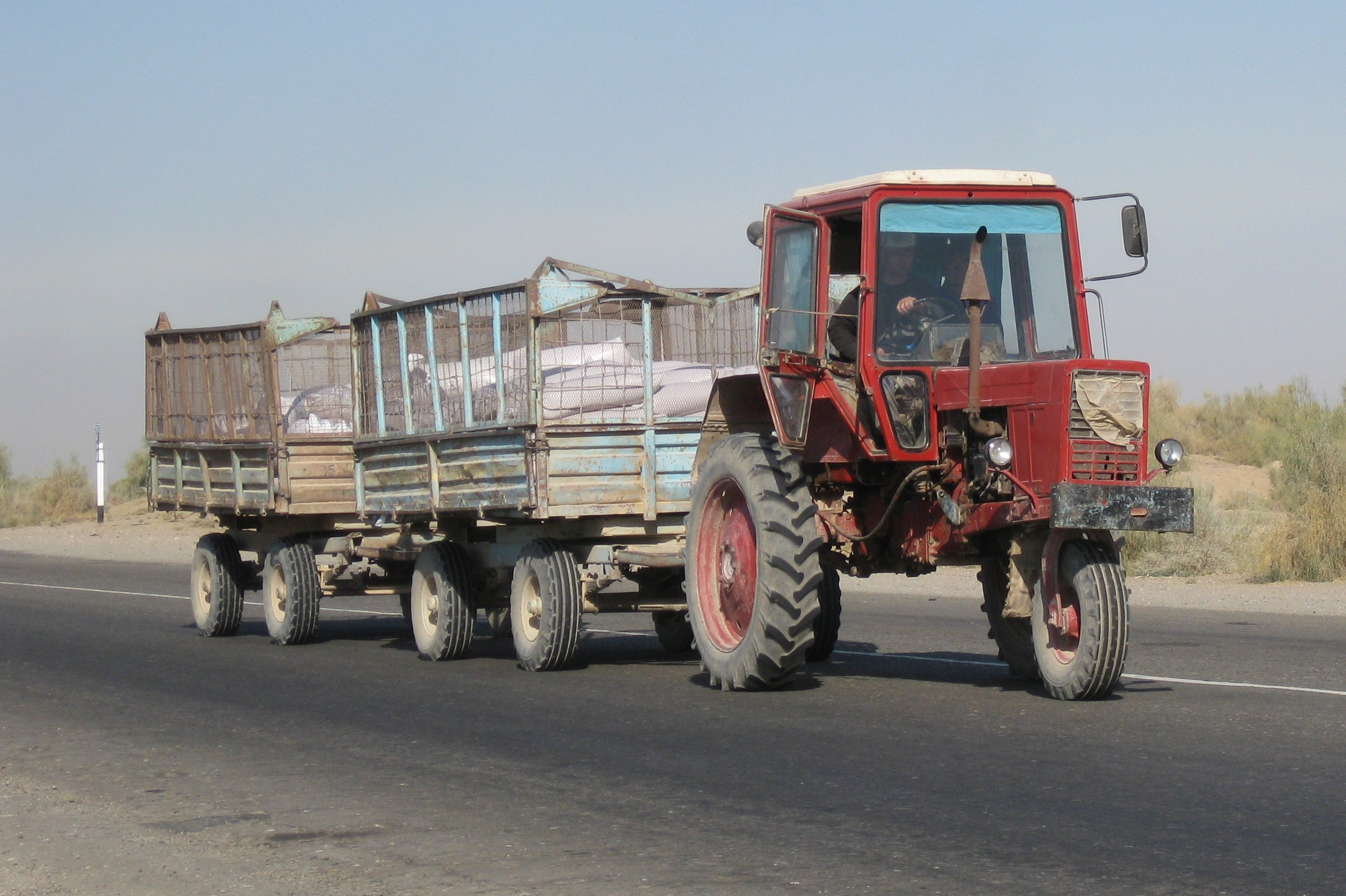
Dreirädriger MTZ-80Ch zur Baumwollernte in Usbekistan (2013)

Das Werk wurde 1942 unter anderem Namen im Zusammenhang mit dem Zweiten Weltkrieg als Rüstungsunternehmen gegründet. Produziert wurde insbesondere Munition verschiedener Art: Bomben, Minen und Geschosse für Granatwerfer. Im Jahr 1944 wurde das Werk umgebaut und fortan verschiedene Konsumgüter gefertigt, außerdem Ausrüstung für die Lebensmittelindustrie. Ab 1950 wurden landwirtschaftliche Maschinen für den in Usbekistan verbreiteten Baumwollanbau produziert. Ab 1956 wurden zusätzlich Anhänger für Traktoren gebaut, wobei die Serienfertigung erst 1959 begann und noch Holz für den Aufbau verwendet wurde.
In den Jahren 1960 und 1961 wurden Ersatzteile für den Lastwagen GAZ-51 hergestellt, insbesondere Kurbelwellen, Nockenwellen und Zahnräder. Außerdem wurde ein neuer Typ Anhänger eingeführt und in die Serienproduktion übernommen.
Erst Ende 1969 begann das Unternehmen zunächst mit der Entwicklung und dann mit der Herstellung von Traktoren. Dabei wurde auf Basis des Traktors T-28 eine modernisierte Modellvariante mit nur drei Rädern für den Baumwollanbau entwickelt. Bis 1972 übernahm das nun als Taschkentski Traktorny Sawod (TTS) bezeichnete Werk die Traktorenfertigung vom Usbekski Traktoro-sborotschny Sawod (russisch Узбекский тракторо-сборочный завод, übersetzt Usbekistaner Traktormontagewerk). Das Montagewerk, ebenfalls in Taschkent beheimatet, hatte schon seit Ende der 1950er-Jahre ganz ähnliche Baumwolltraktoren auf Basis des DT-24 und des T-28 gebaut, wobei beide Fahrzeuge ursprünglich im russischen Wladimirski Traktorny Sawod produziert wurden.
In der Literatur findet sich immer wieder die Angabe, es handle sich beim Usbekski Traktoro-sborotschny Sawod und bei TTS um das gleiche Unternehmen und es hätte nur eine Umbenennung stattgefunden. Allerdings widerspricht das ehemalige Usbekski Traktoro-sborotschny Sawod diesen Angaben selbst. Im Gegensatz zu TTS existiert das Werk noch heute in Taschkent und fertigt seit der Abgabe der Traktorenproduktion 1972 anderes landwirtschaftliches Gerät. Es firmiert derzeit als Taschkentski Agregatny Sawod. TTS war somit ab spätestens 1972 das einzige Werk, das in Taschkent Traktoren baute. Bis 1995 liefen verschiedene Versionen des T-28 für den Baumwollanbau von den Bändern, insgesamt wurden fast 700.000 Exemplare gefertigt.
Zusätzlich begann TTS ab 1977 eine Kooperation mit dem Minski Traktorny Sawod aus Weißrussland. Vom dort in Masse gefertigten MTZ-80 wurde in Usbekistan ein Spezialmodell mit nur drei Rädern für den Baumwollanbau gefertigt, der MTZ-80Ch. Auch der MTZ-50Ch wurde in Taschkent gebaut, ein in gleicher Weise umgerüsteter MTZ-50.
Nach dem Zerfall der Sowjetunion wurden in Taschkent auch verschiedene gewöhnliche Traktoren mit vier Rädern gebaut, die nicht mehr nur speziell für den Baumwollanbau gedacht waren. So entstanden auch neue Modelle mit einer Leistung von 60 bzw. 80 PS.
Ab 2010 gab es eine Kooperative mit dem deutschen Landmaschinenkonzern Claas und neue Fertigungspläne. Allerdings wurde das Werk 2014 für bankrott erklärt. In diesem Zuge wurden die Reste des Werks mit dem Taschkentski Agregatny Sawod und noch einem weiteren Werk aus Taschkent in eine Holding überführt.
Die Traktoren aus Taschkent wurden in viele Länder exportiert, auch in die westliche Welt. Sie kamen unter anderem nach Griechenland, Ägypten, Sudan und in die Türkei.

## Produkte
Das Werk stellte zu unterschiedlichen Zeiten sehr unterschiedliche Produkte her. Die nachfolgende Liste soll lediglich einen Überblick bieten.
- 1942–1944: Munition für die Rote Armee im Zweiten Weltkrieg
- 1944–1950: Konsumgüter und Geräte für die Lebensmittelindustrie
- 1950–2014: Verschiedenes landwirtschaftliches Gerät, insbesondere Maschinen für den Baumwollanbau und Anhänger
- 1960–1961: Lkw-Ersatzteile für den sowjetischen GAZ-51
- 1969–2014: Traktoren, darunter insbesondere:
  - 1969/70–1995: diverse Versionen des T-28, meist, aber nicht nur für den Baumwollanbau
  - 1977–unbekannt: Baumwolltraktoren auf Basis des MTZ-50 und MTZ-80 aus Minsk